# Rókot
Rókot (en rus: Ро́кот, "rugit") és un vehicle de llançament rus capaç de posar en orbita LEO 1,8 tones. El primer llançament reeixit fou realitzat el 20 de novembre de 1990 des d'una sitja a la base de  Baikonur. Posteriorment, també es va provar el llançament de Rókot des de la base Plessetsk utilitzant una torre de llançament Kosmos-3M convertida.
El Rókot té una massa total de 107 tones, 29 metres de llarg i un diàmetre de 2,5 m. El coet té tres etapes. Les dues primeres etapes són heretades del  míssils balístics SS-19 (UR-100N), que actualment es troba fora de servei, mentre que la tercera fase és un Briz-M també utilitza el llançador Proton. El llançador Strelà utilitza les mateixes etapes de míssils SS-19, però no inclou la tercera etapa.
El llançador Rókot és operat per la societat Eurockot, empresa propietat conjunta de EADS-Astrium i del govern rus. El primer llançament d'un Rókot per part d'aquesta societat es va dur a terme el 16 de maig de 2000. El 2009, un Rókot va posar en òrbita tres satèl·lits europeus GOCE, Proba-2 i SMOS. Posar en òrbita un satèl·lit comercial mitjançant Rókot té un cost entre 13 i 15 milions de dòlars.